# Daniel Martínez Poveda
Daniel Felipe Martínez Poveda (Bogotà, 25 d'abril de 1996) és un ciclista colombià, professional des del 2015. Actualment corre a l'equip Bora-Hansgrohe. S'ha format al Centre mundial del ciclisme.
En el seu palmarès destaquen una etapa al Tour de França de 2020, així com la general al Critèrium del Dauphiné de 2020 i de la Volta al País Basc de 2022. També ha guanyat quatre campionats nacionals en contrarrellotge, el 2019, 2020, 2022 i 2024.

## Palmarès
- 2013
  - Campió panamericà júnior en contrarellotge
  -  Campió de Colòmbia júnior en contrarellotge
- 2014
  -  Campió de Colòmbia júnior en contrarellotge
- 2019
  -  Campió de Colòmbia en contrarrellotge
  - Vencedor d'una etapa a la París-Niça
- 2020
  -  Campió de Colòmbia en contrarrellotge
  - 1r al Critèrium del Dauphiné
  - Vencedor d'una etapa al Tour Colombia
  - Vencedor d'una etapa al Tour de França
- 2022
  -  Campió de Colòmbia en contrarrellotge
  - 1r a la Volta al País Basc i vencedor d'una etapa
  - 1r a la Coppa Sabatini
- 2023
  - 1r a la Volta a l'Algarve
- 2024
  -  Campió de Colòmbia en contrarrellotge
  - Vencedor de 2 etapes a la Volta a l'Algarve

### Resultats al Giro d'Itàlia
- 2016. 89è de la classificació general
- 2017. No surt (17a etapa)
- 2021. 5è de la classificació general
- 2024. 2n de la classificació general

### Resultats al Tour de França
- 2018. 36è de la classificació general
- 2020. 28è de la classificació general. Vencedor d'una etapa
- 2022. 30è de la classificació general
- 2023. No surt (15a etapa)

### Resultats a la Volta a Espanya
- 2019. 41è de la classificació general
- 2020. No surt (4a etapa)